# Liste der Naturdenkmale in Wickede (Ruhr)
Die Liste der Naturdenkmale in Wickede (Ruhr) nennt die Naturdenkmale in Wickede (Ruhr) im Kreis Soest in Nordrhein-Westfalen.

## Naturdenkmale
| Nummer | Bezeichnung | Gemarkung | Lage                                                                           | Bemerkung | Bild |
| ------ | ----------- | --------- | ------------------------------------------------------------------------------ | --------- | ---- |
| 14.002 | 1 Eiche     | Wickede   | Alter Sportplatz, Straße Ruhrufer in Wickede (51° 29′ 14,6″ N, 7° 51′ 24,7″ O) |           |      |